# Museum Noordwijk

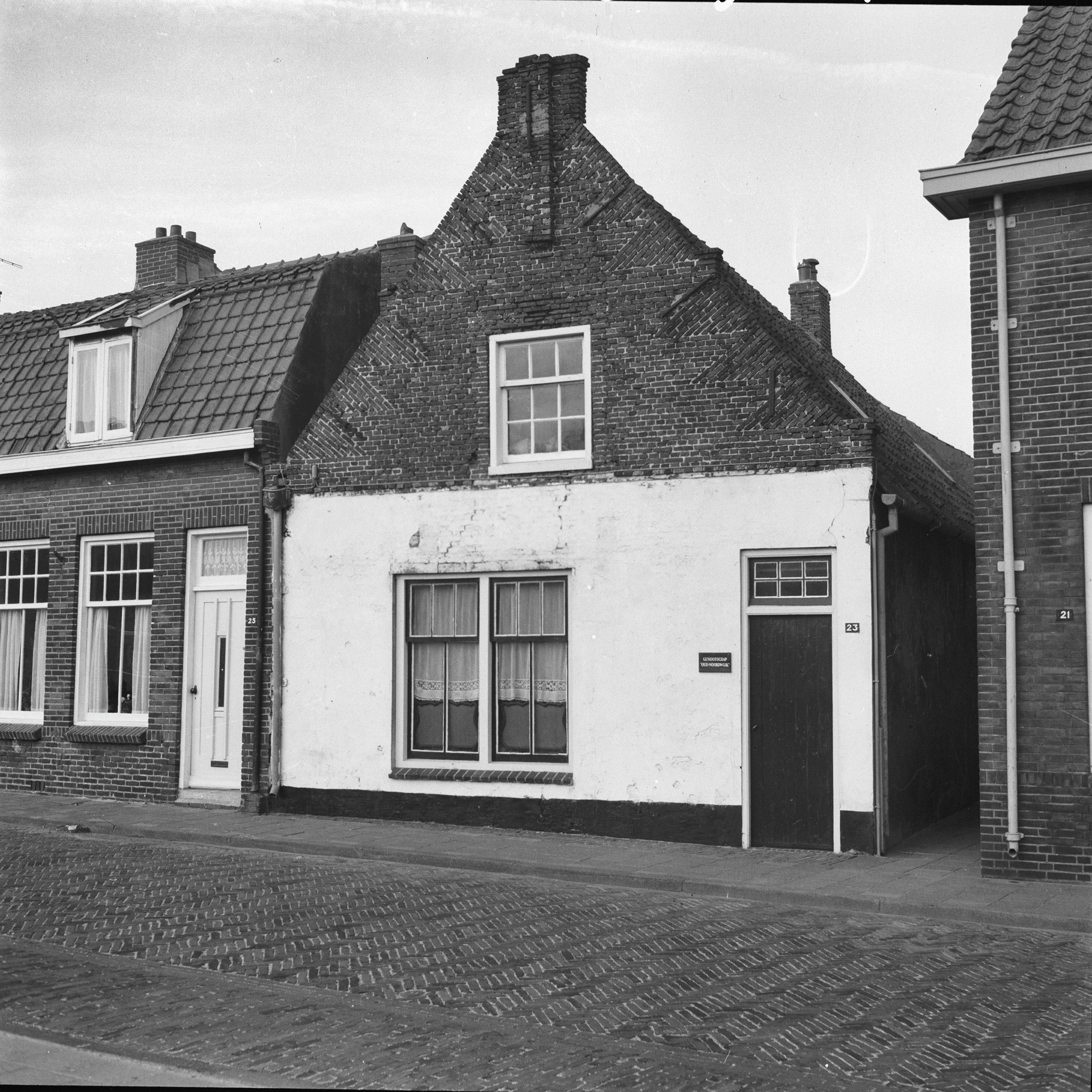
Situatie 1964

Museum Noordwijk is een Nederlandse binnenduinse museumboerderij aan het Jan Kroonsplein 4 in de Zuid-Hollandse plaats Noordwijk en tevens het oudste huisje van Noordwijk aan Zee.
Het voorste gedeelte van het gebouw was oorspronkelijk een visserswoning uit 1625. Rond het einde van de 19e eeuw werd de woning vergroot tot de huidige afmetingen en werd het een boerderij. Sinds 1963 is de museumboerderij van het Genootschap Oud-Noordwijk hier gevestigd. In 1986-1987 is de boerderij grondig gerestaureerd. Tegenwoordig worden er regelmatig tentoonstellingen gehouden van werk van kunstenaars die een relatie met Noordwijk hadden. Sinds 1999 staat het gebouw ingeschreven in het rijksmonumentenregister. In 2009 is de museumboerderij opgenomen in het officiële museumregister van de Stichting Het Nederlands Museumregister.